# 16 maj
16 maj är den 136:e dagen på året i den gregorianska kalendern (137:e under skottår). Det återstår 229 dagar av året.

## Namnsdagar

### I den svenska almanackan
- Nuvarande – Ronald och Ronny
- Föregående i bokstavsordning
  - Helvi – Namnet infördes på dagens datum 1986, men utgick 1993.
  - Hilma – Namnet infördes på dagens datum 1901 och fanns där fram till 2001, då det utgick.
  - Hilmer – Namnet infördes på dagens datum 1986, men utgick 2001.
  - Håkan – Namnet förekom på dagens datum på 1790-talet, men utgick sedan. 1901 infördes det på 14 juni, där det har funnits sedan dess.
  - Peregrinus – Namnet fanns, till minne av Peregrinus en gallisk biskop i Auxerre, som blev martyr på 200-talet, på dagens datum före 1901, då det utgick.
  - Ronald – Namnet infördes 1986 på 9 augusti. 1993 flyttades det till 6 juli och 2001 till dagens datum.
  - Ronny – Namnet har gått samma väg som Ronald, genom att det 1986 infördes på 9 augusti 1993 flyttades till 6 juli och 2001 fördes till dagens datum.
- Föregående i kronologisk ordning
  - Före 1901 – Peregrinus och Håkan
  - 1901–1985 – Hilma
  - 1986–1992 – Hilma, Helvi och Hilmer
  - 1993–2000 – Hilma och Hilmer
  - Från 2001 – Ronald och Ronny
- Källor
  - Brylla, Eva (red.): Namnlängdsboken, Norstedts ordbok, Stockholm, 2000. ISBN 91-7227-204-X
  - af Klintberg, Bengt: Namnen i almanackan, Norstedts ordbok, Stockholm, 2001. ISBN 91-7227-292-9

### Finlandssvenska almanackan
- Nuvarande från 1929[1] – Ester
- I föregående revideringar[a][2]
  - inga ändringar sedan 1929

## Händelser
- 1003 – Sedan Silvester II har avlidit fyra dagar tidigare väljs Giovanni Sicco till påve och tar namnet Johannes XVII, men avlider själv efter ett halvår.
- 1605 – Sedan Leo XI har avlidit den 27 april, efter knappt fyra veckor på posten, väljs Camillo Borghese till påve och tar namnet Paulus V.[3]
- 1811 – En allierad armé på 46 000 britter, spanjorer, portugiser och hannoverare, under ledning av den brittiske generalen William Beresford, 1:e viscount Beresford, besegrar 35 000 fransmän från Armée du Midi, under ledning av Nicolas Jean-de-Dieu Soult, i slaget vid Albuera i södra Spanien under de pågående Napoleonkrigen. Slaget får dock ingen större strategisk betydelse och i juni tvingas de allierade avbryta belägringen av den närbelägna staden Badajoz.
- 1814 – Den norska riksförsamlingen antar på Eidsvolls järnbruk utanför Christiania (nuvarande Oslo) en ny norsk grundlag, delvis i protest mot de dansk-svenska planerna från freden i Kiel den 14 januari samma år på att Norge ska komma under svenskt styre. Det dröjer dock till dagen därpå, innan den norske ståthållaren Christian Frederik skriver under författningen, varför den träder i kraft först då.
- 1840 – Sveriges statsförvaltning omstruktureras genom den så kallade departementalreformen. De fyra statsrådsexpeditionerna inom Kunglig Majestäts kansli (krigs-, kammar-, ecklesiastik- samt handels- och finansexpeditionerna), nedre justitierevisionen samt de av Gustav III instiftade kabinettet för utrikes brevväxlingen och Rikets allmänna ärendens beredning avskaffas. Istället ska Sveriges regering bestå av sju statsdepartement (justitie-, utrikes-, lantförsvars-, sjöförsvars-, civil-, finans- och ecklesiastikdepartementet) med varsitt statsråd som chef. Ministerposterna justitiestatsminister och utrikesstatsminister har funnits sedan tidigare och Arvid Mauritz Posse respektive Gustaf Algernon Stierneld kvarstår på de posterna. I övrigt inrättas fem nya ministerposter:
  - Lantförsvarsminister: Bror Cederström
  - Sjöförsvarsminister: Johan Lagerbielke
  - Civilminister: Olof Fåhraeus
  - Finansminister: Johan Didrik af Wingård (tillförordnad)
  - Ecklesiastikminister: Albrecht Elof Ihre
- 1918 – Den finländske överbefälhavaren Gustaf Mannerheim håller ett segertåg i Helsingfors, vilket avslutar det finska inbördeskriget. Han avgår dock snart från posten, eftersom senaten bakom hans rygg har sökt tysk hjälp i inbördeskriget och den också har beslutat, att den finländska armén ska organiseras enligt tyskt mönster samt att Finlands överbefälhavare ska ställas under tyskt befäl. Istället reser Mannerheim som privatperson till Stockholm, där han träffar Storbritanniens och Frankrikes ambassadörer och försöker få deras länder att erkänna den nygrundade finländska staten.
- 1922 – Företaget Metropolitan Vickers Company, Ltd. (förkortat ”Metrovick”) börjar sända radio från Manchester, fem dagar efter att Marconi's Wireless Telegraph Company har börjat sända från London. Dessa blir de första företag, som sänder radio i Europa och redan en vecka senare utnämns en kommitté med representanter från sex brittiska radioföretag. Den 18 oktober går de samman och grundar British Broadcasting Company, som blir föregångaren till British Broadcasting Corporation (BBC).
- 1929 – En tillställning för att belöna amerikanska filmer från 1927 och 1928 hålls som en privatmiddag på Hollywood Roosevelt Hotel i Los Angeles med Douglas Fairbanks, Sr. som värd. Tillställningen, som officiellt heter The Academy Awards men blir mest känd som The Oscars (svenska Oscarsgalan) blir sedan årligen återkommande och är idag (2025) filmvärldens största prisutdelningsgala. Namnet Oscarsgalan kommer sig av, att de guldstatyetter, som utdelas inom olika kategorier, kallas för Oscar.
- 1930 – Stockholmsutställningen 1930, en arkitektur-, formgivnings- och konsthantverksutställning, öppnas; den pågår sedan till den 4 september. Den arrangeras av Svenska Slöjdföreningen och lockar närmare fyra miljoner besökare, och blir det stora genombrottet för funktionalismen (populärt kallad funkis) i Sverige.
- 1943 – Brittiskt flyg genomför operation Chastise under det pågående andra världskriget. Man släpper roterande bomber, som studsar på vattnet, på de tyska floderna Möhne, Sorpe och Eder, varefter de sjunker framför de dammar, som finns i floderna. Så småningom detonerar de direkt framför dammväggarna och demolerar på så vis två av dammarna, medan den tredje endast blir lätt skadad. Hela operationen kräver omkring 1 600 dödsoffer och begränsar de tyska industriresurserna avsevärt.
- 1951 – Den lagstadgade betalda semestern, som infördes i Sverige med två veckor per år 1938, förlängs enligt riksdagsbeslut till tre veckor per år. Ungdomar under 18 år har haft rätt till tre veckors semester sedan 1946, men nu blir det alltså en obligatorisk rättighet för alla anställda. 1963 förlängs semesterrätten till fyra veckor om året och 1978 till fem veckor, men det är hela tiden en miniminivå – företagen har rätt att ge sina anställda längre, men inte kortare, semester.
- 1961 – General Park Chung-hee leder en militärkupp, genom vilken en militärjunta tar makten i Sydkorea. Kuppen välkomnas till stora delar av befolkningen, då den gör slut på det politiska kaos som har rått i landet sedan Koreakrigets slut 1953 och även om premiärministern Chang Myon är emot kuppen stöds den av presidenten Yun Bo-seon, som bland annat uppmanar de amerikanska trupper, som befinner sig i landet, att inte ingripa mot juntan. Därmed får han sitta kvar som president till året därpå, då Park Chung-hee efterträder honom.
- 1975 – Japanska Junko Tabei blir den första kvinnan som når toppen av världens högsta berg Mount Everest. Det sker knappt 22 år efter att Edmund Hillary och Tenzing Norgay har blivit de första människorna på toppen.
- 1997 – Zaires president och diktator Mobutu Sese Seko störtas och tvingas gå i exil, efter folkliga protester mot honom och motgångar i det pågående Första Kongokriget. Han beger sig först till Togo, men slår sig snart ner i Marocko, där han avlider av prostatacancer den 7 september samma år.
- 2007 – Sedan den konservative Nicolas Sarkozy har besegrat socialistpartiets kandidat Ségolène Royal i det franska presidentvalets andra omgång den 6 maj tillträder han denna dag posten som Frankrikes president. Han innehar den i en mandatperiod, innan han i valet 2012 blir besegrad.
- 2009 – Den norske artisten Alexander Rybak vinner årets upplaga av Eurovision Song Contest för Norges räkning med låten Fairytale, som han har skrivit själv. Låten får 387 poäng, vilket är det högsta poängrekordet dittills i tävlingens historia. Island kommer på andra plats med 218 poäng och de 169 poängs skillnad, som detta innebär, ger även Rybak tävlingens dittills största segermarginal.

## Födda
- 1611 – Innocentius XI, född Benedetto Odescalchi, påve 1676–1689
- 1718 – Maria Gaetana Agnesi, italiensk matematiker
- 1767 – Carl Zetterström, svensk professor i medicin, bibliofil och donator
- 1801 – William H. Seward, amerikansk republikansk politiker, guvernör i New York 1839–1842, senator för samma delstat 1849–1861 och USA:s utrikesminister 1861–1869
- 1817 – Nikolaj Kostomarov, rysk-ukrainsk författare
- 1824 – Levi P. Morton, amerikansk republikansk politiker och diplomat, USA:s minister i Frankrike 1881–1885, vicepresident 1889–1893 och guvernör i New York 1895–1896
- 1826 – Edwin B. Winans, amerikansk demokratisk politiker, guvernör i Michigan 1891–1893
- 1831 – Daniel Manning, amerikansk demokratisk politiker, USA:s finansminister 1885–1887
- 1851 – Johann Baptist von Anzer, tysk katolsk missionsledare
- 1857 - Johan Gustaf Richert, svensk vattenbyggnadsingenjör och politiker
- 1858 – Robert S. Vessey, amerikansk republikansk politiker, guvernör i South Dakota 1909–1913
- 1880 – Joachim Holst-Jensen, norsk skådespelare
- 1882 – Elin Wägner, svensk författare, journalist och feminist, ledamot av Svenska Akademien 1944–1949
- 1894 – John Lee Smith, amerikansk demokratisk politiker, viceguvernör i Texas 1943–1947
- 1901 – Sven Utterström, svensk längdskidåkare, mottagare av Svenska Dagbladets guldmedalj 1929
- 1904 – Olle Bennström, svensk racerförare och vinnare av Sveriges vinter-Grand Prix
- 1905
  - H.E. Bates, brittisk journalist, författare och manusförfattare
  - Henry Fonda, amerikansk skådespelare
- 1911
  - Hugo Hasslo, svensk operasångare (baryton)
  - Margaret Sullavan, amerikansk skådespelare
- 1914 – Astrid Carlson, svensk skådespelare
- 1917 – George Gaynes, amerikansk skådespelare
- 1919 – Liberace, amerikansk pianist och underhållare
- 1920
  - Ingrid Backlin, svensk skådespelare
  - Martine Carol, fransk skådespelare
- 1929 – John Conyers, amerikansk demokratisk politiker, kongressledamot 1965–2017
- 1931 – K. Natwar Singh, indisk författare och politiker, Indiens utrikesminister 2004–2005
- 1932 – Meg Westergren, svensk skådespelare
- 1938 – Stuart Bell, brittisk Labourpolitiker, parlamentsledamot 1983–2012
- 1940 – Mathias Henrikson, svensk skådespelare
- 1943
  - Dan Coats, amerikansk republikansk politiker och diplomat, senator för Indiana 1989–1999 och 2011–2017 samt USA:s ambassadör i Tyskland 2001–2005
  - Ove Kindvall, svensk fotbollsspelare, mottagare av Svenska Dagbladets guldmedalj 1969
- 1950 – J. Georg Bednorz, tysk fysiker, mottagare av Nobelpriset i fysik 1987
- 1951 – Christian Lacroix, fransk modeskapare
- 1953 – Pierce Brosnan, irländsk-amerikansk skådespelare
- 1955
  - Olga Korbut, sovjetisk-amerikansk gymnast, känd som Sparven från Minsk
  - Jon Porter, amerikansk republikansk politiker
  - Debra Winger, amerikansk skådespelare
- 1958 – Laurie Bartram, amerikansk skådespelare och balettdansös
- 1959 – Mare Winningham, amerikansk skådespelare och sångare
- 1965 – Krist Novoselic, amerikansk musiker, basist i gruppen Nirvana 1987–1994
- 1966 – Janet Jackson, amerikansk sångare och skådespelare
- 1968 – Monica Danielson, svensk operasångare
- 1970 – Gabriela Sabatini, argentinsk tennisspelare
- 1973 – Tori Spelling, amerikansk skådespelare
- 1974 – Laura Pausini, italiensk sångare
- 1975 – Ida Wahlund, svensk skådespelare
- 1977
  - Melanie Lynskey, nyzeeländsk skådespelare
  - Jean-Sébastien Giguère, kanadensisk ishockeymålvakt
- 1978
  - Scott Nicholls, brittisk speedwayförare
  - Karolina Westberg, svensk fotbollsspelare, VM-silver 2003
- 1985 – David Åkesson, svensk sångare i gruppen Moonlight Agony
- 1986 – Megan Fox, amerikansk skådespelare och fotomodell
- 1987 – Tyler Cloyd, amerikansk basebollspelare
- 1990 – Janne Heikkinen, finländsk politiker
- 1991 – Khwanrudi Saengchan, thailändsk fotbollsspelare
- 1992 – Kaleigh Gilchrist, amerikansk vattenpolospelare
- 1993 – Johannes Thingnes Bø, norsk skidskytt
- 2003 – Victor Lindgren, svensk sportskytt

## Avlidna
- 1265 – Simon Stock, omkring 100, engelsk karmelitmunk och helgon
- 1334 – Karl Eriksen, dansk kyrkoman, ärkebiskop i Lunds stift sedan 1325
- 1456 – Tord Karlsson, svensk riddare och riksråd, marsk sedan 1453 eller 1454
- 1669 – Pietro da Cortona, 72, italiensk målare och arkitekt
- 1809 – Christoffer Bogislaus Zibet, 68, svensk friherre, hovkansler och donator, ledamot av Svenska Akademien sedan 1790
- 1811 – Nikolaj Kamenskij, 34, rysk greve och general
- 1830 – Jean-Baptiste Joseph Fourier, 62, fransk matematiker och fysiker
- 1850 – William Hendricks, 67, amerikansk politiker, guvernör i Indiana 1822–1825 och senator för samma delstat 1825–1837
- 1913 – Agnes Jacobsson, 75, svensk operasångare
- 1920 – Levi P. Morton, 96, amerikansk republikansk politiker och diplomat, USA:s minister i Frankrike 1881–1885, vicepresident 1889–1893 och guvernör i New York 1895–1896
- 1936 – Julius Schreck, 37, tysk nazist och SS-Oberführer, Reichsführer-SS 1925–1926, Adolf Hitlers chaufför
- 1945 – Sten Njurling, 53, svensk kompositör och kapellmästare med artistnamnet Fred Winter
- 1947 – Frederick Hopkins, 85, brittisk läkare och biokemist, mottagare av Nobelpriset i fysiologi eller medicin 1929
- 1950 – Sanfrid Neander-Nilsson, 52, svensk arkeolog, författare och tidningsman
- 1953 – Django Reinhardt, 43, belgisk-fransk jazzgitarrist
- 1963 – Oleg Penkovskij, 44, sovjetisk överste och spion
- 1964 – Conrad Jonsson, 77, svensk journalist, politiker och landshövding i Västmanlands län
- 1968 – Karol Kot, 21, polsk seriemördare
- 1970 – Uno Henning, 74, svensk skådespelare
- 1972 – Bertil Almqvist, 69, svensk författare, illustratör och tecknare, skapare av Barna Hedenhös
- 1975 – Allan Sundwall, 47, svensk skådespelare, inspelningsledare och regiassistent
- 1984
  - Andy Kaufman, 35, amerikansk komiker och skådespelare
  - Irwin Shaw, 71, amerikansk författare
- 1990
  - Sammy Davis, Jr., 64, amerikansk underhållare, musiker och skådespelare
  - Jim Henson, 53, amerikansk dockformgivare, dockspelare, producent, regissör och manusförfattare
- 1997 – Birgit Lennartsson, 85, svensk skådespelare och sångare
- 2000 – Anna Ladegaard, 86, dansk författare
- 2006 – Tomas Olsson, 30, svensk äventyrare och extremskidåkare
- 2008 – Clément Harari , 89, fransk skådespelare
- 2009 – Curt Petersen, 62, svensk sångare
- 2010 – Ronnie James Dio, 67, amerikansk hårdrockssångare i bland annat grupperna Elf, Rainbow, Black Sabbath, Dio och Heaven and Hell
- 2011 – Edward Hardwicke, 78, brittisk skådespelare
- 2012 – James Abdnor, 89, amerikansk republikansk politiker, senator för South Dakota 1981–1987
- 2013 – Heinrich Rohrer, 79, schweizisk fysiker, mottagare av Nobelpriset i fysik 1986
- 2014 – Viktor Suchodrev, 81, rysk (sovjetisk) tolk
- 2015 – Nelson Doi, 93, amerikansk demokratisk politiker
- 2019 – Bob Hawke, 89, australisk Laborpolitiker, premiärminister 1983–1991
- 2022 – Per Gunnar Evander, 89, svensk författare
- 2023
  - Inger Sandberg, 92, svensk författare
  - Marlene Hagge, 89, amerikansk golfspelare
- 2025
  - Marianne Bernadotte, 100, svensk skådespelerska, änka efter Sigvard Bernadotte
  - Meta Velander, 100, svensk skådespelerska